# Halffterobolbus riojanum
Halffterobolbus riojanum là một loài bọ cánh cứng trong họ Geotrupidae. Loài này được Martinez miêu tả khoa học năm 1951.